# جون نوبل
جون نوبل (بالإنجليزية: John Noble)‏ مواليد 20 أغسطس 1948 في جنوب أستراليا، هو ممثل أسترالي بدأ مسيرته الفنية عام 1988.

## السيرة الذاتية
ولد نوبل في بورت بيري، جنوب أستراليا. وهو يعيش في الولايات المتحدة مع زوجته بيني نوبل. لديهم ثلاثة أطفال : دانيال نوبل ، جيس نوبل والممثلة سامانثا نوبل. هوايات جون نوبل حسب أحد التقارير هي «الموسيقى والرسم وسرد القصص».

## الأعمال

### أفلام
- سيد الخواتم: عودة الملك (فيلم)
- ذا لاست إيربندر
- سيد الخواتم: البرجان (فيلم)

### مسلسلات
- الوحدة (مسلسل)
- فرينج (مسلسل)
- ستارغيت إس جي 1 (مسلسل)
- ترانسفورمرز: برايم

## روابط خارجية
- جون نوبل على موقع IMDb (الإنجليزية)
- جون نوبل على موقع ألو سيني (الفرنسية)
- جون نوبل على موقع أول موفي (الإنجليزية)
- جون نوبل على موقع قاعدة بيانات الأفلام السويدية (السويدية)
- جون نوبل على موقع إن إن دي بي (الإنجليزية)
- جون نوبل على موقع قاعدة بيانات الفيلم (الإنجليزية)
- جون نوبل على موقع كينوبويسك (الروسية)